# Gibbera myrtilli
Gibbera myrtilli är en svampart som först beskrevs av Mordecai Cubitt Cooke, och fick sitt nu gällande namn av Franz Petrak 1947. Gibbera myrtilli ingår i släktet Gibbera och familjen Venturiaceae.   Inga underarter finns listade i Catalogue of Life.
I den svenska databasen Dyntaxa används istället namnet Protoventuria myrtilli för samma taxon.  Arten är reproducerande i Sverige.